# Головачук Юрій Миколайович
Юрій Миколайович Головачук (нар. 13 березня 1995, Красилів, Хмельницька область, Україна) — український футболіст та футзаліст, нападник.

## Життєпис
Народився в сім'ї відомого буковинського футболіста Миколи Головачука. Вихованець футбольної школи «Буковина» (Чернівці).

### Клубна кар'єра
Впродовж 2007—2012 років виступав в ДЮФЛ за чернівецьку «Буковину», та київський «РВУФК». Розпочав професійну футбольну кар'єру 2012 році в рідній чернівецькій «Буковині». У 2013 році виступав у чемпіонаті області за команду «Маяк» (Великий Кучурів).
У сезоні 2013/2014 підписав контракт з чернівецькою «Буковиною», за яку виступав до літа 2015 року. У складі «Буковини» провів 25 матчів у першій лізі України. З 2015 по 2016 рік виступав за аматорський футбольний клуб «Волока» (Волока), у складі якого провів 24 матча та забив 16 голів — ставав переможцем різних обласних змагань, а також в сезоні 2015 разом із командою здобув путівку до фіналу аматорського кубка України, проте після півфінальних матчів команду дискваліфікували через порушення регламенту змагань.
З початку 2017 року виступав за футбольний клуб «Нива» (Тернопіль). Дебютував за «Ниву» на професіональному рівні 9 липня того ж року в матчі кубка України проти харківського «Металіста». У листопаді за спільною згодою сторін контракт із 22-річним Юрієм був розірваний (в його активі за тернопільську команду 28 зіграних матчів із них 19 на професійному рівні).
З березня 2018 року виступав у польській четвертій лізі (група — підкарпатська) за команду ЛКС «Писаровці». Влітку 2018 року повернувся на батьківщину, у листопаді став володарем областного Суперкубка в складі ФК «Коровія». На початку березня 2019 року став гравцем аматорського клубу «Покуття» (Коломия), який брав участь в чемпіонаті України серед аматорів.
Згодом вже виступав за команди «Нижні Станівці» та «Фазенда» (Чернівці), а з 2022 року грає у клубі «Дністер» (Заліщики). Періодично виступає за футзальну команду «Урожай» (Чернівці) в кубку України з футзалу.

#### Аматорські команди
| Статистика виступів                 |            |      |      |
| Чемпіонат України (Аматорська ліга) |            |      |      |
| Роки                                | Клуб       | Ігри | Голи |
| 2016                                | «Волока»   | 3    | 0    |
| 2017                                | «Нива» (Т) | 9    | 0    |
| 2019                                | «Покуття»  | 13   | 5    |
| 2024                                | «Дністер»  | 4    | 1    |
| Кубок України (Аматори)             |            |      |      |
| Роки                                | Клуб       | Ігри | Голи |
| 2013                                | «Маяк»     | 2    | 1    |
| 2015                                | «Волока»   | 8    | 5    |
| 2023                                | «Дністер»  | 3    | 2    |

## Досягнення
Аматорський рівень
- Півфіналіст Кубка України: 2015.
- Чемпіон Чернівецької області (3): 2013, 2015, 2016.
- Володар Кубка Чернівецької області: 2016.
- Володар Суперкубка Чернівецької області (3): 2015, 2016, 2018.

## Статистика
| Футбол                  |       |                          |
| Професіональні змагання |       |                          |
| Турніри                 | Матчі | Кількість забитих м'ячів |
| Перша ліга України      | 25    | 3                        |
| Кубок України           | 2     | 0                        |
| Друга ліга України      | 17    | 0                        |
| Всього                  | 44    | 3                        |
| Аматорські змагання     |       |                          |
| Турніри                 | Матчі | Кількість забитих м'ячів |
| Чемпіонат України       | 29    | 6                        |
| Кубок України           | 13    | 8                        |
| Всього                  | 42    | 14                       |
| Футзал                  |       |                          |
| Професіональні змагання |       |                          |
| Турніри                 | Матчі | Кількість забитих м'ячів |
| Кубок України           | 10    | 2                        |
| Всього                  | 10    | 2                        |
| Всього за кар'єру       | 96    | 19                       |